# Голда. Судный день
«Голда. Судный день» (англ. Golda) — художественный фильм 2023 года израильского режиссёра Гая Натива с Хелен Миррен в главной роли, рассказывающий о премьер-министре Израиля Голде Меир. Получил противоречивые отзывы критиков из-за сценария.

## Сюжет
Основное действие фильма происходит в 1973 году, во время войны Судного дня, когда Египет, Сирия и Иордания одновременно атаковали Израиль. Премьер-министру Израиля Голде Меир, которой только что диагностировали лимфому, приходится принять ряд спорных решений. Спустя несколько лет её действия пристально изучает государственная комиссия Аграната. В фильме сменяют друг друга сцены, связанные с войной и этим разбирательством, важное место в повествовании занимает документальная хроника.

## В ролях
- Хелен Миррен — Голда Меир[2]
- Камилль Коттен — Лу Каддар
- Рами Хойбергер — Моше Даян
- Лиор Ашкенази — Давид Элазар
- Элли Пирси — Шапиро
- Эд Стоппард — Биньямин Пелед
- Доминик Мафэм — Хаим Бар-Лев
- Лев Шрайбер — Генри Киссинджер
- Охад Кноллер — Ариэль Шарон
- Ротем Кейнан — Цви Замир
- Джейми Рэй Ньюман — секретарь Киссинджера

## Создание и оценки
Работа над фильмом началась в апреле 2021 года. Режиссёром проекта стал Гай Натив, сценарий написал Николас Мартин. Главная роль по просьбе внука Голды Меир Гидеона досталась Хелен Миррен (впоследствии звучала критика этого решения из-за того, что актриса — не еврейка). Съёмки начались в ноябре 2021 года в Лондоне.
Премьерный показ состоялся в феврале 2023 года на 73-м Берлинском кинофестивале. 25 августа картина вышла в театральный прокат. 24 августа того же года «Голда» вышла в театральный прокат в Израиле, 25 августа в США, 6 октября — в Великобритании и Ирландии.
На сайте-агрегаторе отзывов Rotten Tomatoes фильм получил рейтинг 53 % со средней оценкой 5,9/10. Рецензенты с этого ресурса высоко оценили игру Хелен Миррен, но констатировали, что «Голда» «ни разу не выходит за рамки сносного урока истории». На сайте Metacritic картина получила 48 баллов из 100, что указывает на «смешанные или средние» отзывы. Рецензент «Кино-театр.ру» охарактеризовал «Голду» как «сухой фильм-констатацию». По мнению Елены Зархиной («Форбс»), это «неудачный байопик» из-за выбранного режиссёром «самого простого и скучного способа повествования». «Фильм в чём-то напоминает государство Израиль на заре своего становления, — пишет критик, — все растеряны, задач много, а как это правильно сделать, не сразу понятно. Но у Израиля был сильный лидер, который вел за собой страну. Фильм „Голда. Судный день“ своего лидера лишен».
Максим Ершов («Фильм.ру») отметил в своей рецензии, что «неторопливый темп, разговоры в прокуренных комнатах и хроникально-монументальный тон никак не дают отнести фильм к большим удачам года. Это кино сделано с уважением к павшим, но едва ли способно увлечь зрителей». По словам Василия Корецкого («Коммерсантъ»), картина рассказывает об исторических событиях «изобретательно и скорбно», это «максимально нестандартное и экспериментальное кино, возможное в рамках исторического нарратива о национальной катастрофе».
Рамзи Баруд опубликовал в Arab News и Middle East Monitor негативную рецензию, в которой назвал «Голду» «типичной израильской пропагандой».